# Diaporthe chailletii
Diaporthe chailletii är en svampart som beskrevs av Nitschke 1870. Diaporthe chailletii ingår i släktet Diaporthe och familjen Diaporthaceae.   Inga underarter finns listade i Catalogue of Life.